# Lover Please
"Lover Please" is een nummer uit 1962, geschreven door Billy Swan en voor het eerst opgenomen door de Rhythm Steppers in 1960. Het is vooral bekend om de versie die Clyde McPhatter uitvoerde op zijn album Lover Please! uit 1962.  Hiermee bereikte het nummer de zevende plaats in de Amerikaanse hitlijst.  In Noorwegen bereikte het nummer de zesde plaats. Het nummer stond op nummer 41 in de Billboard Top 100 van 1962.